# Тримайся подалі від Діабло
Тримайся подалі від Діабло (англ. Ride Clear of Diablo) — американський вестерн режисера Джессі Гіббса 1954 року.

## Сюжет
Головний герой фільму, Клей О'Мара, служить на залізниці, коли отримує лист з рідного містечка зі страшною звісткою — його батько і молодший брат загинули від рук невідомих бандитів. Клей негайно відправляється додому, щоб дізнатися правду про смерть своєї родини. Однак незабаром він розуміє, що зробити це буде непросто. Клею доведеться взяти правосуддя у свої руки, стати помічником шерифа і самому провести розслідування, в ході якого йому належить розібратися хто йому друг, а хто ворог, і покарати вбивць своїх близьких.

## У ролях
- Оді Мерфі — Клей О'Мара
- Сьюзен Кебот — Лорі Кеньон
- Ден Дюрьї — Вайті Кінкейд
- Еббе Лейн — Кейт
- Расселл Джонсон — Джед Ренджел
- Пол Бірч — шериф Фред Кеньон
- Вільям Пуллен — Том Мередіт
- Джек Ілем — Тім Ловрі
- Денвер Пайл — преподобний Мурхед